# 壊れない愛がほしいの/GET UP!ラッパー/BE ALL RIGHT!
「壊れない愛がほしいの/GET UP!ラッパー/BE ALL RIGHT!」（こわれないあいがほしいの/ゲット・アップ・ラッパー/ビー・オール・ライト）は、7AIR、SALT5、11WATERのシングル。2003年7月9日発売。

## 概要
- ハロー!プロジェクトのシャッフルユニットの一環でリリースされた[1]。初回盤と通常盤の2形態で発売。

## 収録曲
全作詞・作曲：つんく
1. 壊れない愛がほしいの (3:44)
歌：7AIR
編曲：鈴木Daichi秀行
2. GET UP!ラッパー (3:43)
歌：SALT5
編曲：鈴木Daichi秀行
3. BE ALL RIGHT! (3:47)
歌：11WATER
編曲：高橋諭一
4. OH! BE MY FRIEND (4:27)
歌：ハロー!プロジェクト
編曲：守尾崇
5. 壊れない愛がほしいの (Instrumental) (3:44)
6. GET UP! ラッパー (Instrumental) (3:43)
7. BE ALL RIGHT! (Instrumental) (3:47)

## 参加メンバー
- 7AIR：石川梨華、高橋愛、新垣里沙、稲葉貴子、ミカ、里田まい、大谷雅恵
- SALT5：安倍なつみ、加護亜依、小川麻琴、松浦亜弥、前田有紀
- 11WATER：飯田圭織、矢口真里、吉澤ひとみ、辻希美、紺野あさ美、藤本美貴、アヤカ、あさみ、斉藤瞳、村田めぐみ、柴田あゆみ

## 参加ミュージシャン
壊れない愛がほしいの
- 全ての楽器：鈴木Daichi秀行
- コーラス：稲葉貴子・ミカ・つんく
- ラップ：稲葉貴子・新垣里沙・ミカ・つんく

GET UP!ラッパー
- 全ての楽器：鈴木Daichi秀行
- コーラス：SALT5・つんく・POP'S

BE ALL RIGHT!
- 全ての楽器：高橋諭一
- コーラス：11WATER・つんく

OH! BE MY FRIEND
- プログラミング：守尾崇
- ギター：河合英嗣
- コーラス：稲葉貴子・前田有紀

## カバー
壊れない愛がほしいの
- ミニモニ。 - アルバム『ミニモニ。ソングズ②』（2004年2月11日）に収録。

GET UP!ラッパー
- 松浦亜弥 - アルバム『×3』（2004年1月1日）に収録。
- Berryz工房 - ベストアルバム『完熟Berryz工房 The Final Completion Box』（2015年1月21日）の通常盤Disc6に収録。

BE ALL RIGHT!
- ミニモニ。 - アルバム『ミニモニ。ソングズ②』（2004年2月11日）に収録。

## 関連商品
- シングルV「壊れない愛がほしいの/GET UP!ラッパー/BE ALL RIGHT!」